# Gerásimos Balaoúras
Gerásimos Balaoúras (en grec moderne : Γεράσιμος Μπαλαούρας), né en 1950 à Lechená en Grèce, est un homme politique grec.

## Biographie
Aux élections législatives grecques de janvier 2015, il est élu député au Parlement grec sur la liste de la SYRIZA dans la circonscription de l'Élide.